# Andrzej Dominik Lipiewicz
Andrzej Dominik Lipiewicz (ur. ok. 1724 w Krakowie, zm. 24 października 1778 w Palczowicach) – polski ksiądz, nauczyciel, pisarz, rektor Akademii Krakowskiej, cenzor książek drukowanych w diecezji krakowskiej w 1767 roku, sędzia prosynodalny w latach 1777–1778, egzaminator prosynodalny w latach 1776–1778, doktor filozofii i obojga praw.

## Życiorys
Syn mieszczanina Józefa Lipiewicza. Był studentem w latach 1739–1740 Wydziału Filozoficznego Akademii Krakowskiej, na której otrzymał stopień magistra sztuk wyzwolonych. Od 1741 do 1743 uczył w rodzinnym mieście w Szkołach Nowodworskich. Do 1746 będąc doktorem sztuk wyzwolonych i filozofii był w Akademii Poznańskiej (Lubranscianum) profesorem poetyki i matematyki. Był także geometrą przysięgłym i prefektem poznańskiej Drukarni Akademickiej. Profesor matematyki i retoryki od 1746 do 1748 w Krakowie, a w 1755 wykładał na Wydziale Prawa Akademii Krakowskiej. Był postulatorem i promotorem kanonizacji Jana Kantego i do około 1760 zamieszkiwał w Rzymie. Został w 1762 doktorem obojga praw. Rektor Akademii Poznańskiej od listopada 1763 do grudnia 1764 oraz cenzor ksiąg na diecezję poznańską. Reprezentując Akademię Krakowską, Poznańską i Zamojską wystąpił w 1764 z pismem przeciwko niektórym opiniom J. Bielskiego (Widok Królestwa Polskiego, P. 1763). Pod koniec 1764 znalazł się z powrotem w Krakowie, a rok później został dziekanem i następnie podkanclerzym Wydziału Prawa. W diecezji krakowskiej wykonywał także urząd egzaminatora synodalnego, asesora oraz cenzora ksiąg. Delegat na sejm 1766 z ramienia Akademii Krakowskiej. W 1768 powołano go w skład Komisji dotyczącej reformy Szkół Nowodworskich, a rok później do opracowania projektu statutu organizacyjnego kolonii akademickich. W 1773 przedstawiał królowi i Komisji Edukacji Narodowej projekt na podstawie którego Akademia miałaby współpracować z nowymi władzami oświatowymi, a szczególnie na polu kształcenia nauczycieli. Rektor Akademii Krakowskiej w latach 1775–1777, a następnie prefekt Szkół Nowodworskich (gdzie nie do końca się sprawdził).
W latach 1762–1772 proboszcz kościoła w Luborzycy, zaś we wrześniu 1777 otrzymał kanonię katedralną krakowską.
W jego dorobku autorskim figurują panegiryki, tezy prawnicze i matematyczne, polemiki, mowy sejmowe, kazania i kalendarze.

## Wybrane prace
- Accrescens In Plenilunio Ætatis, Virtutum, & Meritorum, Łukomsciana Luna: dum [...] D. Nicolaus Antonius Łukomski Abbas Landensis [...], secundas Sacerdotii Primitias Deo Omnipotenti offerret In vim tantæ felicitatis et applausus, 1747[10]
- Compendium Albo Krotkie Zebranie Chronologii Miasta Krakowa, J. K. Mci Stołecznego, z opisaniem nie ktorych Godności, Praw y Prerogatyw, 1749
- Dissertatio ex processu juris de judice delegato
- Dissertatio ex processu juris de rescriptis
- Jason in Colchide Aurei Velleris alias in Fastigio Supremae Majoris Poloniae Praefecturae [...]